# Phaeoceros parvulus
Phaeoceros parvulus är en bladmossart som först beskrevs av Victor Félix Schiffner, och fick sitt nu gällande namn av Jiro Hasegawa. Phaeoceros parvulus ingår i släktet Phaeoceros och familjen Notothyladaceae. Inga underarter finns listade i Catalogue of Life.